# Halina Auderska
Halina Maria Auderska, rozená Janelli (20. červnajul./ 3. července 1904greg. 1904 Oděsa – 21. února 2000 Varšava), byla polská autorka divadelních her, rozhlasových her a filmových scénářů, prozaička, lexikografka a členka parlamentu Polské lidové republiky (8. a 9. funkční období).

## Život
Byla vnučkou vyhnance do sibiřského exilu. Její rodiče byli Roman a Helena Janelli. Studovala na polské střední školy v Oděse. Na Varšavské univerzitě vystudovala polskou filologii a pedagogiku. V letech 1926–1939 pracovala jako učitelka na střední škole.
Po propuknutí druhé světové války sloužila jako zdravotní sestra ve varšavské nemocnici a dělala sanitářku. Během okupace tajně vyučovala. Byla účastnicí varšavského povstání.
Debutovala v roce 1924 jako autorka rozhlasových her. V roce 1935 vydala román Poczwarki Wielkiej Parady. V letech 1946 až 1950 byla editorkou editorkou v polském vydavatelství Księgarnia Wydawnicza Trzaska, Evert i Michalski. V letech 1956 až 1959 působila v redakčním týmu měsíčníku Dialog. V letech 1950 až 1969 byla zástupkyní editora polského jazykového slovníku.
Zemřela ve Varšavě a byla pohřbena na hřbitově Powązki.

## Dílo

### Knihy
- 1935: Poczwarki Wielkiej Parady ISBN 83-85560092
- 1939: Połów. Sztuka w dwóch aktach
- 1952: Zbiegowie
- 1954: Rzeczpospolita zapłaci
- 1959: Zaczarowana zatoka
- 1964: Awantura w Jaworowie
- 1971: Jabłko granatu [pozn. 1][4][5]
- 1973: Ptasi gościniec ISBN 83-11-07479-8 [pozn. 2][6][7]
- 1974: Babie lato ISBN 83-11-07479-8
- 1977: Szmaragdowe oczy
- 1977: Kwartet wokalny
- 1980: Miecz Syreny
- 1980: Zwyczajnie, człowiek ISBN 83-21201318
- 1983: Smok w herbie. Królowa Bona
- 1985: Zabić strach ISBN 83-05-11330-2

- Filmografia
  - 1980: Królowa Bona (scénář)
  - 1982: Epitafium dla Barbary Radziwiłłówny (scénář,spolu s Januszem Majewskim a Stanisławem Kasprzysiakiem)